# Elin Fredsted
Elin Fredsted (* 1953 in Jels) ist eine dänische Sprachwissenschaftlerin.
Nach dem Abitur an der Haderslev Katedralskole in Haderslev studierte Fredsted von 1972 bis 1980 an der Universität Aarhus Nordistik und Germanistik. Ab 1979 arbeitete sie am Nordischen Institut an der Christian-Albrechts-Universität zu Kiel zunächst als Lektorin für Dänisch und ab 1985 als Lehrbeauftragte, bis sie 1989 eine Prüfung als Dolmetscherin und Übersetzerin ablegte. Drei Jahre später zog es sie erstmals nach Flensburg, wo sie von 1992 bis 1994 am Institut für Regionale Forschung und Information als Wissenschaftliche Mitarbeiterin tätig war. An der Handelshøjskole Syd, heute Syddansk Universitet, trat Fredsted als externe Lektorin (1993–1995) und Forschungsstipendiatin (1995–1996) in Erscheinung. 1996 bekam die sie den Doktorgrad Ph.D. in Sprachwissenschaft verliehen, nahm im Anschluss eine Stelle als Wissenschaftliche Assistentin am Campus Sønderborg der Handelshøjskole Syd wahr und übernahm dort von 1997 bis 2000 als Lektorin (Associate Professor an der Syddansk Universitet) die Leitung des Instituts für Wirtschaftssprache und Kommunikation, wo ihr Engagement dem grenzüberschreitenden Studium Kultur- und Sprachmittler galt.
Seit Oktober 2000 hat die Dänin an der Europa-Universität Flensburg eine Professur für dänische Sprache inne und beteiligte sich dort 2014 an der Gründung des Zentrums für kleine und regionale Sprachen (KURS). Im Fokus ihrer Arbeiten stehen Sprachkontakt und Mehrsprachigkeit, interkulturelle Pragmatik sowie Zweit- und Fremdsprachendidaktik; ein besonderes Augenmerk widmet sie hierbei der Flensburger Stadtsprache Petuh.
Elin Fredstedt hat einen Sohn (* 1983) und eine Tochter (* 1986).

## Schriften (Auswahl)
Bücher
- Langenscheidts praktisches Lehrbuch Dänisch. Ein Standardwerk für Anfänger. 6. Auflage. Langenscheidt, Berlin 2005, ISBN 3-468-26105-5.
- Dansk segmental fonologi og prosodi. En laerebog i dansk udtale for sprogstuderende (= Studia Danica. Band 2). Flensburg Univ. Press, Flensburg 2011, ISBN 3-939858-19-6 (dänisch).

Publikationen über die Flensburger Stadtsprache Petuh
- Spiser man mon børn i Flensborg. Szünde, aber da kann ich nichts für! In: Mål og Mæle. Nr. 1, 1983, S. 27–31 (dänisch)., ISSN 0106-567X.
- Language contact and bilingualism in Flensburg in the middle of the 19th century. In: Aspects of Multilingualism in European Language History. John Benjamins Publishing Company, Amsterdam 2003, ISBN 90-272-1922-2, S. 35–59 (englisch, eingeschränkte Vorschau in der Google-Buchsuche).
- Flensburger Stadtsprache - Sprachkontakt und Sprachwandel. In: Deutsch in Kontakt mit germanischen Sprachen. Niemeyer, Tübingen 2004, ISBN 3-484-31248-3, S. 31–54.
- Petuh. In: Sønderjylland A-Å. 1. Auflage. Historisk Samfund for Sønderjylland, Aabenraa 2011, ISBN 978-87-7406-120-5 (dänisch).